# Nagyvenyim
Nagyvenyim ist eine ungarische Gemeinde im Kreis Dunaújváros im Komitat Fejér. Zur Gemeinde gehören der nördlich gelegene Ortsteil Bernátkút und der nordwestlich gelegene Ortsteil Mélykút.

## Geographische Lage
Nagyvenyim liegt 62 Kilometer südlich der ungarischen Hauptstadt Budapest und 6 Kilometer westlich des Zentrums der Kreisstadt Dunaújváros. Nachbargemeinden sind Baracs und Mezőfalva.

## Gemeindepartnerschaften
Nagyvenyim unterhält Partnerschaften mit dem bayerischen Markt Altomünster (seit 1994) und mit der rumänischen Gemeinde Aghireșu.

## Sehenswürdigkeiten
- Denkmal der Gemeindepartnerschaften
- Römisch-katholische Kirche Nagyboldogasszony erbaut 1944
- Wandgemälde Tavaszvárás, erschaffen 1968 von Károly Koffán ifj.

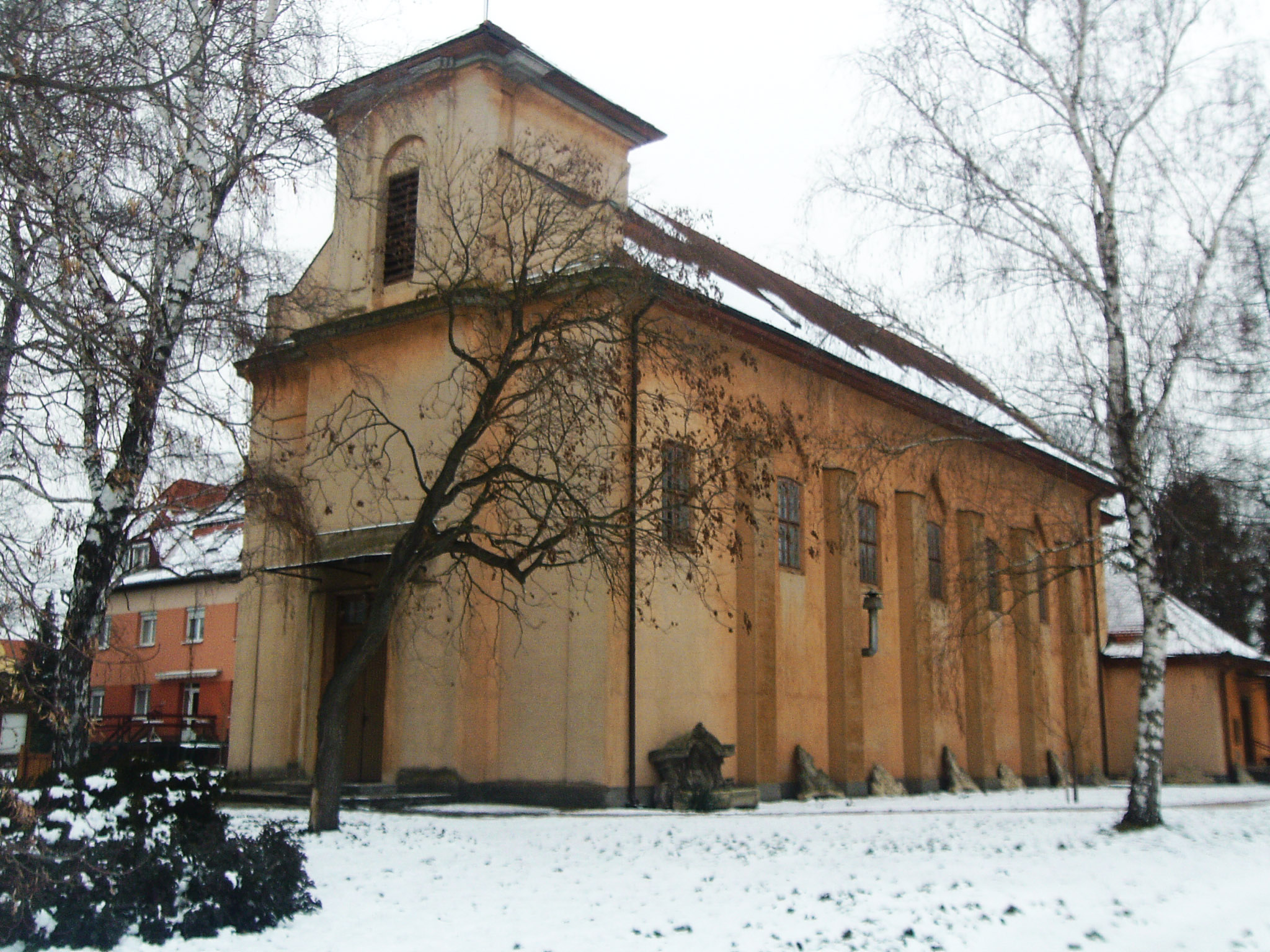
Röm.-kath. Kirche Nagyboldogasszony
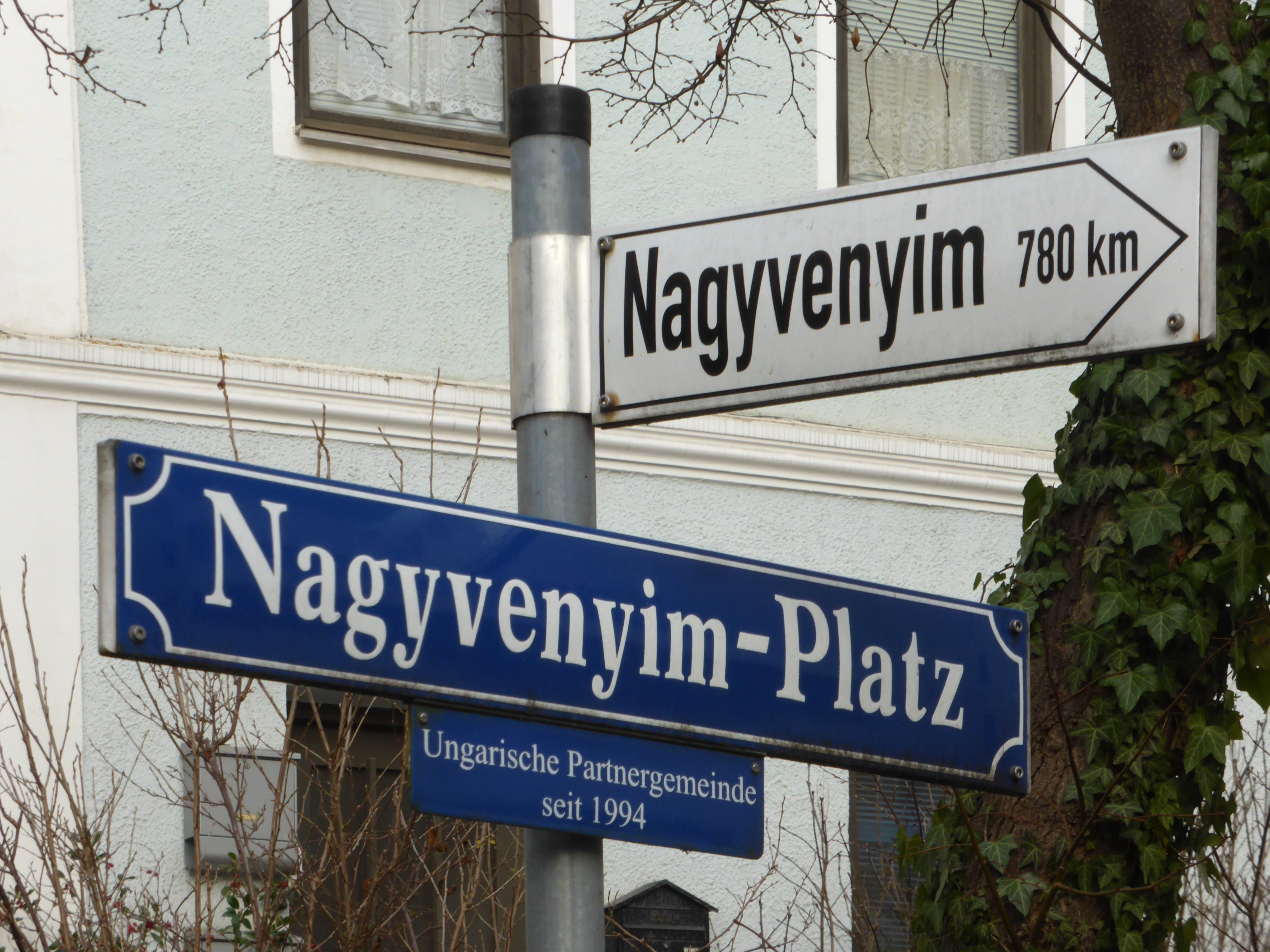
Nagyvenyim-Platz in Altomünster

## Verkehr
Durch Nagyvenyim verläuft die Landstraße Nr. 6219 zu erreichen, östlich der Gemeinde verläuft die Autobahn M3. Es bestehen Busverbindungen nach Dunaújváros und Mezőfalva. Der nächstgelegene Bahnhof befindet sich gut zwei Kilometer südlich in Újvenyim.